# Петухово (Петуховский сельсовет)
Петухово — село в Петуховском районе Курганской области. Административный центр Петуховского сельсовета.

## История
До 1917 года центр Петуховской волости Ишимского уезда Тобольской губернии. По данным на 1926 год состояло из 365 хозяйств. В административном отношении являлось центром Петуховского сельсовета Петуховского района Ишимского округа Уральской области.

## Население
| 1989 | 2002 | 2010 | 2012 | 2013 | 2014 | 2015 |
| ---- | ---- | ---- | ---- | ---- | ---- | ---- |
| 458  | ↗460 | →460 | ↘440 | ↘437 | ↘418 | ↗425 |
| 2016 | 2017 | 2018 | 2019 | 2020 |      |      |
| ↘409 | ↘393 | ↘384 | ↘360 | ↗585 |      |      |

По данным переписи 1926 года в селе проживало 1927 человек (930 мужчин и 997 женщин), в том числе: русские составляли 99 % населения.